# ICarly (televisieserie uit 2021)
iCarly is een Amerikaanse televisieserie uit 2021 van streamingdienst Paramount+. De serie is het vervolg op de gelijknamige kinderserie uit 2007-2012; in tegenstelling tot de voorgaande serie focust deze serie zich op de inmiddels volwassen geworden doelgroep. Miranda Cosgrove, Jerry Trainor en Nathan Kress hernamen hun hoofdrollen.
De serie ging op 17 juni 2021 van start op streamingdienst Paramount+ en werd uiteindelijk verlengd met twee extra seizoenen.

## Verhaal
De serie volgt het verhaal van de inmiddels volwassen geworden Carly Shay, die is teruggekeerd naar Seattle. Ze woont daar in hetzelfde appartementencomplex als waar haar broer Spencer in de originele serie woonde, ze deelt daar een appartement met haar huisgenoot Harper.
Spencer woont nog steeds in hetzelfde appartement in het complex en is inmiddels een rijke kunstenaar geworden. Freddie Benson is na twee echtscheidingen weer bij zijn moeder in het complex gaan wonen, samen met zijn geadopteerde elfjarige stiefdochter Millicent.
Wanneer Carly besluit om haar internetserie iCarly nieuw leven in te blazen krijgt ze weer veel media-aandacht en gaat ze de uitdaging, met behulp van Spencer, Freddie en haar nieuwe vrienden, aan om iCarly weer zo groot te maken zoals het was.

## Rolverdeling

### Hoofdrollen
| acteur           | personage      |
| ---------------- | -------------- |
| Miranda Cosgrove | Carly Shay     |
| Jerry Trainor    | Spencer Shay   |
| Nathan Kress     | Freddie Benson |
| Laci Mosley      | Harper         |
| Jaidyn Triplett  | Millicent      |

### Bijrollen
| acteur           | personage      |
| ---------------- | -------------- |
| Mary Scheer      | Marissa Benson |
| Lyric Lewis      | Maeve          |
| Poppy Liu        | Double Dutch   |
| Josh Plasse      | Wes            |
| Conor Husting    | Beau           |
| Jeremy Rowley    | Lewbert        |
| Mia Serafino     | Pearl          |
| Patty Guggenheim | Tinsley        |

### Gastrollen vanuit originele serie
| acteur               | personage       |
| -------------------- | --------------- |
| Danielle Morrow      | Nora Dershlit   |
| Reed Alexander       | Nevel Papperman |
| Tim Russ             | Ted Franklin    |
| Doug Brochu          | Duke Lubberman  |
| Drew Roy             | Griffin         |
| Ryan Ochoa           | Chuck Chambers  |
| Ethan Munck          | Guppy           |
| Greg Mullavey        | opa Shay        |
| Christopher David    | Rodney          |
| Skyler Day           | Magic Malika    |
| James Maslow         | Shane           |
| Mason Alexander Park | Toby Peterson   |

### Overige gastrollen
| acteur           | personage  |
| ---------------- | ---------- |
| Josie Totah      | Willow     |
| Amanda Cerny     | Harmony    |
| Skye Townsend    | Kiki       |
| Christine Taylor | Argenthina |
| Carmela Zumbado  | Gwen       |
| Esther Povitsky  | Brooke     |
| Tony Amendola    | Vinny      |
| Rachel Bloom     | McKenna    |
| Josh Peck        | Paul       |
| Hannah Stocking  | Sunny      |
| Benjamin Norris  | Troy       |

## Achtergrond

### Productie
De serie werd in december 2020 aangekondigd, met Miranda Cosgrove, Jerry Trainor en Nathan Kress die hun hoofdrollen hernamen. Jennette McCurdy, die in de oorspronkelijke serie de hoofdrol van Sam Puckett vertolkte, keerde niet terug omdat ze gestopt is met acteren.
Oorspronkelijk was het de bedoeling de serie als kinderserie voort te zetten, maar op verzoek van Cosgrove werd de leeftijdscategorie van de doelgroep verhoogd naar de inmiddels volwassen geworden kijkers die naar de oorspronkelijke serie keken.
In maart 2021 werd bekend dat actrices Laci Mosley en Jaidyn Triplett waren aangenomen voor twee nieuwe personages die hoofdrollen in de serie gingen vertolken. Diezelfde maand gingen de opnames van de serie van start; drie maanden later, in juni 2021, werd de productie van het eerste seizoen afgerond.

### Release en ontvangst
iCarly ging vervolgens op 17 juni 2021 met de eerste drie afleveringen in première op streamingdienst Paramount+, hierna verschenen tien afleveringen wekelijks op de streamingdienst. Het eerste seizoen werd door het publiek positief ontvangen. Op Rotten Tomatoes heeft het eerste seizoen van de serie een score van 100% op basis van 8 beoordelingen. Wegens de positieve reacties werd de serie verlengd met een tweede en derde seizoen.
In april 2022 werd de serie bekroond met een Kids' Choice Awards in de categorie Favoriete familie tv show.
De laatste aflevering van de serie werd uitgezonden op 27 juli 2023, waarna de serie niet werd verlengd voor een nieuw seizoen.